# Beryl Marshall

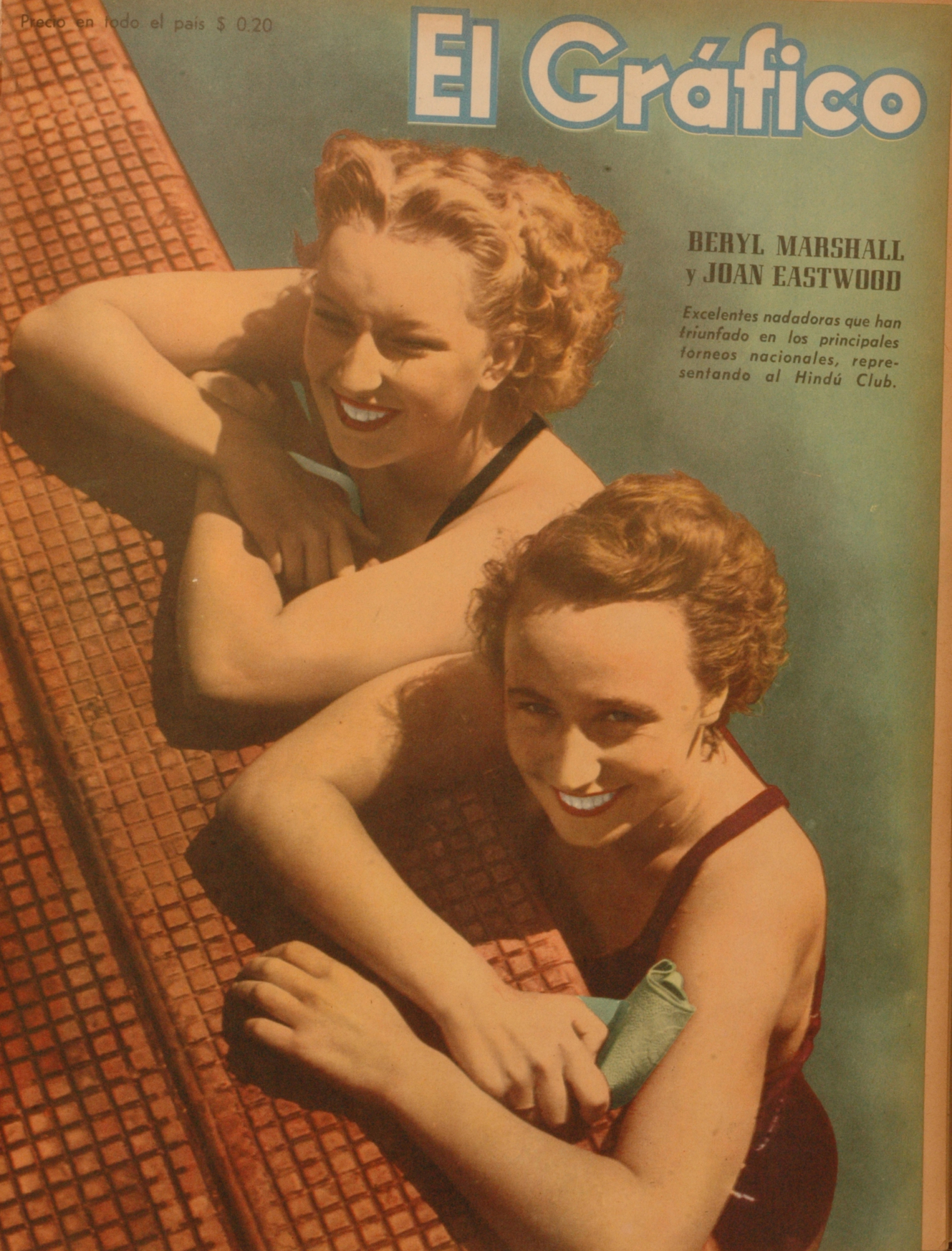
Beryl Marshall en la tapa de la revista El Gráfico del 23 de febrero de 1945, junto a su compañera en el Hindú Club, Joan Eastwood. Puede leerse: Excelentes nadadoras que han triunfado en los principales torneos nacionales, representando al Hindú Club

Beryl Marshall fue una nadadora argentina que competía para el Hindú Club de Don Torcuato y representó a su país en los Juegos Olímpicos de Londres 1948. Compitió en los 100 metros estilo espalda, donde llegó a las semifinales tras superar la fase inicial, pero no superó el corte para llegar a la final. Ocupó el puesto 14 de 24 competidoras.